# Adria Mobil/Saison 2014
Dieser Artikel listet Erfolge und Fahrer des Radsportteams Adria Mobil in der Saison 2014 auf.

## Erfolge in der UCI Europe Tour
In der Saison 2014 konnte das Team folgende Erfolge in der UCI Europe Tour herausfahren:
| Datum        | Rennen                                             | Kat. | Sieger          |
| ------------ | -------------------------------------------------- | ---- | --------------- |
| 5. März      | Trofej Umag                                        | 1.2  | Matej Mugerli   |
| 27. April    | Gran Premio Industrie del Marmo                    | 1.2  | Matej Mugerli   |
| 8. Mai       | 2. Etappe Tour d’Azerbaïdjan                       | 2.1  | Primož Roglič   |
| 6. Juni      | Slowenische Meisterschaft – Einzelzeitfahren (U23) | CN   | David Per       |
| 15. Juni     | Raiffeisen Grand Prix                              | 1.2  | Radoslav Rogina |
| 27. Juni     | Kroatische Meisterschaft – Einzelzeitfahren        | CN   | Bruno Maltar    |
| 29. Juni     | Kroatische Meisterschaft – Straßenrennen           | CN   | Radoslav Rogina |
| 29. Juni     | Slowenische Meisterschaft – Straßenrennen          | CN   | Matej Mugerli   |
| 13. Juli     | Giro del Medio Brenta                              | 1.2  | Klemen Štimulak |
| 18. Juli     | 1. Etappe Sibiu Cycling Tour                       | 2.1  | Radoslav Rogina |
| 17.–20. Juli | Gesamtwertung Sibiu Cycling Tour                   | 2.1  | Radoslav Rogina |
| 31. August   | Kroatien-Slowenien                                 | 1.2  | Primož Roglič   |

## Zugänge – Abgänge
| Zugänge     | Team 2013       | Abgänge      | Team 2014                      |
| ----------- | --------------- | ------------ | ------------------------------ |
| Grega Bole  | Vacansoleil-DCM | Grega Bole   | Vini Fantini Nippo (bis 27.02) |
| Domen Novak | Neoprofi        | Pavel Gorenc | Unbekannt                      |
| David Per   | Neoprofi        | Simon Pavlin | Unbekannt                      |

## Mannschaft
| Name            | Geburtstag       | Nationalität |
| --------------- | ---------------- | ------------ |
| Kristjan Fajt   | 7. Mai 1982      | Slowenien    |
| Aljaž Hočevar   | 20. August 1991  | Slowenien    |
| Bruno Maltar    | 6. Oktober 1994  | Kroatien     |
| Matej Mugerli   | 17. Juni 1981    | Slowenien    |
| Tomaž Nose      | 21. April 1982   | Slowenien    |
| Domen Novak     | 12. Juli 1995    | Slowenien    |
| David Per       | 13. Februar 1995 | Slowenien    |
| Radoslav Rogina | 3. März 1979     | Kroatien     |
| Primož Roglič   | 29. Oktober 1989 | Slowenien    |
| Klemen Štimulak | 20. Juli 1990    | Slowenien    |